# Duncannon

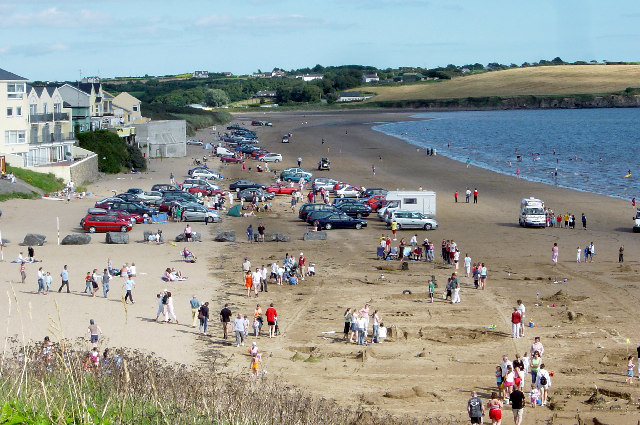
Concurso de construcción de castillos de arena en la playa de Duncannon.

Duncannon (Dún Canann en irlandés que significa el fuerte de Conán, posiblemente Conán MacMorna de la Fianna) es un pueblo en el Suroeste del condado de Wexford, en Irlanda. Fronterizo al oeste con el puerto de Waterford y asentado sobre un promontorio rocoso que se extiende hasta el canal, se encuentra el estratégico fuerte de Duncannon, el cual domina el pueblo. Consiste en un pueblo pesquero, pero depende también del turismo y se encuentra situado en la claramente señalizada y escénica península de Hook. El pueblo posee una playa de bandera azul de una milla de larga y es un punto muy popular entre turistas y nativos.